# Chosun Ilbo
Chosun Ilbo (dt.  Koreas Tageszeitung) ist Südkoreas Zeitung mit der größten Auflagenhöhe (2.380.000) sowie die älteste noch erscheinende Zeitung des Landes (Erstausgabe 5. März 1920, als Korea eine Kolonie Japans war). Bis zur Einstellung 1940 hieß die Zeitung „Chosen Nippo“ (jap. 朝鮮日報 Chōsen Nippō), erst bei der Wiedergründung 1945 erhielt sie den heutigen Namen. Chosun Ilbo bietet nicht nur eine koreanische, sondern auch chinesische (chin. 朝鮮日報 Cháoxiǎn rìbào), japanische und englische (engl. The Chosun Ilbo) Online-Ausgabe an.
Ihre politische Haltung gilt als konservativ, wie Dong-a Ilbo und JoongAng Ilbo, sowie der Saenuri-Partei zugeneigt. Kritisch steht sie Liberalen wie Roh Moo-hyun und Kim Dae-jung gegenüber. Aus diesem Grund kritisiert die Zeitung manchmal diese Personen sowie ihre Anhänger in konservativ gefärbten Artikeln zum Beispiel über Geschichte, die Präsidentschaft von Roh Moo-hyun. Ein weiteres Merkmal gegenüber anderen südkoreanischen Zeitungen ist ihre wesentlich deutlicher ausgeprägte anti-japanische Haltung.
Der Verlagsort der Zeitung ist Seoul.

## Geschichte
- 5. März 1920 – Ersterscheinung
- 10. August 1940 – Einstellung
- 23. November 1945 – Wiedererscheinung
- 1968 – Erscheinung des wöchentlichen Magazins Jugan Chosun (주간조선, 週刊朝鮮)
- 1980 – Erscheinung des monatlichen Magazins Wolgan Chosun (월간조선, 月刊朝鮮)